# Ningen Program
Pour les articles homonymes, voir Ningen.
Albums de The Back Horn
Yomigaeru Hi
(2000) Shinzou Orchestra
(2002)
Ningen Program (人間プログラム) est le premier album sous label major du groupe japonais The Back Horn. Cet album est paru le 17 octobre 2001.

## Titres de l'album
1. Ikusen Kōnen no Kodoku (幾千光年の孤独?) 4:19
2. Serenade (セレナーデ?) 4:33
3. Sunny (サニー?) 3:54
Premier single et clip.
4. Hachigatsu no Himitsu (８月の秘密?) 3:23
5. Suisō (水槽?) 4:40
6. Mr. World (ミスターワールド (?) 3:45
7. Hyō Hyō to (ひょうひょうと?) 3:55
8. AKAI YAMI (アカイヤミ?) 3:49
9. Ame (雨?) 5:43
10. Sora, Hoshi, Umi no Yoru (空、星、海の夜?) 5:36
Second single et clip.
11. Yūyake March (夕焼けマーチ?) 3:45